# Mudawana
De Mudawana is de Marokkaanse familiewet, die in 2004 op initiatief van koning Mohammed VI voor het laatst werd herzien.
De wet breekt met langbestaande conventies, waardoor de koning zich de woede van fundamentalisten op de hals heeft gehaald. Internationaal is positief gereageerd op de nieuwe Mudawana, die in ieder geval in theorie een grote verandering betekent.
De nieuwe wet geeft gelijke rechten aan mannen en vrouwen, hetgeen in overeenstemming is met de gelijkwaardigheid tussen man en vrouw, zoals meerdere malen in de Koran is gesteld. Daar tegenover is er ook een aya die stelt dat een man een opzichter is over de vrouw.
Verder is de huwbare leeftijd voor vrouwen verhoogd van 15 naar 18 jaar. Zowel een vrouw als een man kan nu een echtscheiding aanvragen en degene die de zorg voor de kinderen houdt, krijgt tevens het huis.
Polygynie is aan meer regels gebonden; een man kan alleen met een tweede vrouw trouwen onder de volgende voorwaarden:
- er is een uitzonderlijke en objectieve rechtvaardiging voor de polygynie
- de eerste vrouw stemt ermee in
- de man heeft voldoende financiële middelen

In de praktijk wordt nieuwe wet nog lang niet altijd uitgeleefd. Veel huwelijken, met name op het platteland, worden niet geregistreerd. Ongeregistreerde huwelijken vallen buiten het bereik van de nieuwe wetgeving.

Op 24 december 2024 kondigde de minister van justitie nieuwe veranderingen van de wet aan, die de positie van de vrouw in het familierecht verder moeten verbeteren. Zo wordt een gedeeld ouderlijk gezag ingevoerd, zowel tijdens het huwelijk als na echtscheiding. Ook krijgt de vrouw bij scheiding aanspraak op een deel van het echtelijke vermogen.